# 圣莱热德佩尔
圣莱热德佩尔（法語：Saint-Léger-de-Peyre，法語發音：[sɛ̃ leʒe də pɛʁ]）是法国洛泽尔省的一个市镇，属于芒德区。

## 地理
圣莱热德佩尔（44°35'40"N, 3°18'5"E）面积27.35 平方千米，位于法国奧克西塔尼大區洛泽尔省，该省份为法国南部内陆省份，北起上盧瓦爾省和康塔爾省，西接阿韦龙省，南至加尔省，东临阿尔代什省。
与圣莱热德佩尔接壤的市镇（或旧市镇、城区）包括：雷库莱德菲马、蒙罗达、马尔沃若勒、昂特雷纳、勒比松、拉尚-里贝讷、欧布拉克地区佩尔。

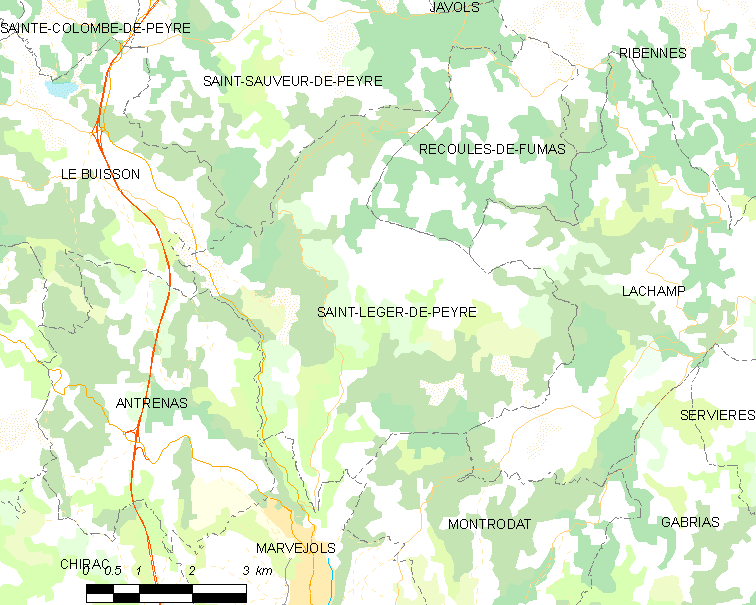
圣莱热德佩尔的OSM定位图

圣莱热德佩尔的时区为UTC+01:00、UTC+02:00（夏令时）。

## 行政
圣莱热德佩尔的邮政编码为48100，INSEE市镇编码为48168。

## 政治
圣莱热德佩尔所属的省级选区为马尔沃若勒县。

## 人口

1962-2008年间圣莱热德佩尔人口变化图示

圣莱热德佩尔于2022年1月1日时的人口数量为188人。